# Rosace (mathématiques)
Pour les articles homonymes, voir Rosace.

Courbe définie par r = cos kθ, pour différentes valeurs de k = n/d.

En mathématiques, une rosace, ou rhodonea est une courbe plane obtenue en traçant une sinusoïde en coordonnées polaires.

## Généralités
À une similitude près, ces courbes sont définies par une équation polaire de la forme :
{\displaystyle \!\,r=\cos(k\theta )}
ou sous forme paramétrique par les fonctions :
{\displaystyle \!\,x=\cos(k\theta )\sin(\theta )}
{\displaystyle \!\,y=\cos(k\theta )\cos(\theta )}
k étant un nombre réel :
- si k est rationnel, alors la courbe est fermée et de longueur finie ; Dans ce cas et en considérant {\displaystyle k=p/q}, la courbe se fermera lorsque l'angle polaire {\displaystyle \theta =\pi qm} ;
  - Avec {\displaystyle m=1} si {\displaystyle pq} est impair.
  - Avec {\displaystyle m=2} si {\displaystyle pq} est pair.
- si k est irrationnel, alors la courbe n'est pas fermée et sa longueur est infinie.

La rosace aura :
- k pétales si k est un entier impair, car la courbe est entièrement tracée quand θ varie de 0 à π (quand θ varie de π à 2π, la courbe repasse par les points déjà tracés) ;
- 2k pétales si k est un entier pair, car la courbe est tracée exactement une fois quand θ varie de 0 à 2π.
- 4k pétales si k est une fraction irréductible de dénominateur 2 (exemples : 1/2, 5/2) ;
- 12k pétales si k est une fraction irréductible de dénominateur 6 et supérieure à 1 (exemples : 7/6, 17/6).

Rosaces
à 7 pétales (k=7)
à 8 pétales (k=4)
à 20 pétales (k=10)

Si k est une fraction irréductible de dénominateur 3 et supérieure à 1, la rosace aura :
- 3k pétales si son numérateur est impair (exemples : 5/3 et 7/3) ;
- 6k pétales si son numérateur est pair (exemples : 4/3 et 8/3).

Le terme rhodonea a été choisi par le mathématicien italien Luigi Guido Grandi entre 1723 et 1728.

## Aire
Une rosace dont l'équation polaire est de la forme
{\displaystyle r=a\cos(k\theta )}
où k est un entier positif, a une aire égale à
{\displaystyle {\frac {1}{2}}\int _{0}^{2\pi }(a\cos(k\theta ))^{2}\,{\rm {d}}\theta ={\frac {a^{2}}{2}}\left(\pi +{\frac {\sin(4k\pi )}{4k}}\right)={\frac {\pi a^{2}}{2}}}
si k est pair et
{\displaystyle {\frac {1}{2}}\int _{0}^{\pi }(a\cos(k\theta ))^{2}\,{\rm {d}}\theta ={\frac {a^{2}}{2}}\left({\frac {\pi }{2}}+{\frac {\sin(2k\pi )}{4k}}\right)={\frac {\pi a^{2}}{4}}}
si k est impair.
Le même principe s'applique aux rosaces d'équation polaire de la forme :
{\displaystyle r=a\sin(k\theta )}
puisque leurs graphes ne sont que des images par rotation des rosaces définies en utilisant le cosinus.